# Inazuma Eleven : Tous unis contre l'équipe Ultime Ogre !
 (septembre 2012).
Si vous disposez d'ouvrages ou d'articles de référence ou si vous connaissez des sites web de qualité traitant du thème abordé ici, merci de compléter l'article en donnant les références utiles à sa vérifiabilité et en les liant à la section « Notes et références ».
Pour plus de détails, voir Fiche technique et Distribution.
Inazuma Eleven : Tous unis contre l'équipe Ultime Ogre ! (劇場 版 イナズマ イレブン 最強 軍団 オーガ 襲来, Gekijōban Inazuma Irebun: Saikyō gundan Ōga shūrai) est un film d'animation réalisé par Yoshikazu Miyao. Il s'agit de l'adaptation du jeu vidéo Inazuma Eleven 3 : Les Ogres Attaquent !.

## Synopsis
Le film commence avec les premières années de Endou Mamoru (Mark Evans) de Raimon. Il montre ce qui s'est passé lors du tournoi Football Frontier pendant la première moitié du film, jusqu'à ce qu'ils finissent par avoir un match contre l'équipe Ogre. Avec la plupart des membres blessés, ils ont presque perdu espoir, jusqu'à ce que Kanon, se présentant comme arrière petit-fils d'Endou Mamoru, ainsi que d'autres amis de l'avenir proche (Fubuki, Toramaru, Hiroto, Tobitaka et Fidio, Shawn Froste, Austin Hobbes, Xavier Foster, Archer Hawkins, Paolo Bianci), arrivent pour aider l'équipe. Avec cette force supplémentaire et après un grand match, ils sont capables de vaincre l'équipe Ogre.

## Fiche technique
- Titre : Inazuma Eleven: Tous unis contre l'équipe Ultime Ogre!
- Titre original : 劇場 版 イナズマ イレブン 最強 軍団 オーガ 襲来 (Gekijōban Inazuma Irebun: Saikyō gundan Ōga shūrai)
- Réalisation : Yoshikazu Miyao
- Scénario : Akihiko Inari, Atsuhiro Tomioka, Hiroshi Ōnogi, Tatsuto Higuchi, Yoshifumi Fukushima et Kenichi Yamada
- Musique : Natsumi Kameoka et Yasunori Mitsuda
- Photographie : Mitsunobu Yoshida
- Montage : Naoki Watanabe
- Production : Kiyofumi Kajiwara, Makoto Wada et Katsumi Ōta
- Société de production : FC Inazuma Eleven Movie 2010, Dentsu, East Japan Marketing & Communications, Geneon Universal Entertainment, Level-5, Oriental Light and Magic, Shōgakukan, TV Aichi, TV Osaka, TV Tokyo, TVQ Kyushu Broadcasting Company, Takara Tomy et Tōhō
- Pays :  Japon
- Genre : Animation et fantastique
- Durée : 90 minutes
- Dates de sortie : 
  -  Japon : 23 décembre 2010

## Doublage
- Junko Takeuchi : Mamoru Endō / Kanon Endō
- Hirofumi Nojima : Shūya Gōenji
- Hiroyuki Yoshino : Yūto Kidō
- Yuka Nishigaki : Ichirōta Kanemaru
- Megumi Tano : Heigorō Kabeyama
- Yasuyuki Kase : Ryūgo Someoka / Ginis Jinkins
- Hiro Shimono : Shin'ichi Handa / Fidio Aldena
- Tōru Nara : Sakichi Shishido / Daikko Buuka
- Miho Hino : Teppei Kurimatsu
- Masako Jō : Ayumu Shōrin
- Yuki Kodaira : Kūsuke Matsuno
- Yūichi Nakamura : Jin Kageno / Ikka Stacks
- Jun Konno : Asuka Domon / Zagomel Zande / Shirai
- Yūki Kaji : Kazuya Ichinose / Bubo Torangas
- Mamoru Miyano : Shirō Fubuki / Gebo Torangas
- Rie Kugimiya : Toramaru Utsunomiya
- Takahiro Mizushima : Hiroto Kiyama
- Nobuya Mine : Seiya Tobitaka / Drache Gyunther
- Hiroshi Kamiya : Baddap Sleed
- Kumiko Watanabe : Mistorene Calus
- Tatsuhisa Suzuki : Eska Bamel
- Kiyotaka Furushima : Sandayū Mishima / Keita Kakuma
- Fumiko Orikasa : Aki Kino
- Sanae Kobayashi : Natsumi Raimon
- Hinako Sasaki : Haruna Otonashi
- Kinryū Arimoto : Seigō Hibiki / l'amiral Hibiki
- Gō Shinomiya : Suguru Fuyukai
- Jōji Nakata : Bauzen

## Historique
Le film sort le 23 décembre 2010 au Japon et a été diffusé en France le 29 novembre 2013 sur Disney XD et le 2 janvier 2014 sur Gulli.

## Musique
- Ouverture : Super Tachiagariyo! par T-Pistonz + KMC
- Fin : Saikyou de Saikou par T-Pistonz + KMC